# Christopher Gadsden
Christopher Gadsden  (Charleston, 16 de fevereiro de 1724 — Charleston, 28 de agosto de 1805) foi o principal líder do movimento
patriota da Carolina do Sul (South Carolina Patriot movement) durante a Revolução Americana e um soldado e político de Carolina do Sul. Ele foi um delegado do Congresso Continental e um General de Brigada no Exército Continental durante a Guerra Revolucionária Americana. Ele também desenhou a famosa bandeira de Gadsden.

## Duelo
Em agosto de 1778, Gadsden entrou num duelo com Robert Howe, num desentendimento sobre a hierarquia de controlo das tropas locais, em que Gadsden fez circular uma carta derrogatória da inteligência e capacidades de Howe, questionando a sua autoridade legal para comandar as tropas revolucionárias da Carolina do Sul. Howe desafiou-o a 17 de agosto de 1778.

Durante o duelo, Howe atingiu de raspão Gadsden na orelha. Gadsden disparou para o ar e exigiu que Howe disparasse de novo, o que este recusou. O duelo foi publicado no South Carolinian and American Gazette a 3 de setembro desse ano, e nesse mês John André publica um poema satírico para ser lido ao som de Yankee Doodle.